# Louis F. Gottschalk
Pour les articles homonymes, voir Gottschalk.
Louis F. Gottschalk est un compositeur, chef d'orchestre et producteur de cinéma américain, né Louis Ferdinand Gottschalk à Saint-Louis (Missouri) le 7 octobre 1864, décédé à Los Angeles (Californie) le 15 juillet 1934.

## Biographie
Petit-neveu du compositeur Louis Moreau Gottschalk (1829-1869), il dirige des opérettes et comédies musicales au théâtre à Broadway entre 1899 et 1917 (dont la création aux États-Unis, en 1907, de l'opérette La Veuve joyeuse de Franz Lehár, ainsi que plusieurs œuvres de Victor Herbert). De plus, il compose la musique de la comédie musicale The Tik-Tok Man of Oz (créée à Los Angeles en 1913), sur un livret de L. Frank Baum, d'après le roman de ce dernier Ozma, la princesse d'Oz (une des suites du roman ayant fait connaître Baum, Le Magicien d'Oz — dont la plus célèbre adaptation au cinéma est de 1939 —).
Louis F. Gottschalk est l'un des membres fondateurs (avec L. Frank Baum et d'autres) de la compagnie de cinéma indépendante The Oz Film Manufacturing Company (en), destinée à exploiter au cinéma muet les divers romans traitant du pays d'Oz. Plusieurs films seront ainsi coproduits en 1914 par Baum et Gottschalk, ce dernier composant en outre, pour l'occasion, ses premières musiques de films (il est donc l'un des pionniers du genre).
Après la dissolution en 1915 de cette éphémère compagnie de production, Gottschalk continuera à composer occasionnellement pour le cinéma jusqu'en 1929, collaborant notamment avec les réalisateurs D.W. Griffith (en 1921, sur Les Deux Orphelines) et Charlie Chaplin (en 1923, sur L'Opinion publique). Il sera aussi arrangeur musical sur deux films, en 1919 et 1920, scénariste d'un court métrage en 1915 et coréalisateur d'un film en 1919.

## Filmographie complète
(comme compositeur, sauf mention contraire)
- 1914 : The Patchwork Girl of Oz de J. Farrell MacDonald (+ producteur, avec L. Frank Baum)
- 1914 : The Magic Cloak of Oz de J. Farrell MacDonald (+ producteur, avec L. Frank Baum)
- 1914 : His Majesty, the Scarecrow of Oz de L. Frank Baum (+ producteur, avec L. Frank Baum)
- 1914 : The Last Egyptian de J. Farrell MacDonald (+ producteur, avec L. Frank Baum)
- 1915 : Billy's Wager de Lee Beggs (court métrage, comme scénariste)
- 1917 : The Curse of Eve de Frank Beal
- 1919 : The Shepherd of the Hills (en) (comme réalisateur, avec Harold Bell Wright (en))
- 1919 : Le Lys brisé (Broken Blossoms) de D.W. Griffith (comme arrangeur musical, non crédité)
- 1920 : A Splendid Hazard d'Arthur Rosson (comme arrangeur musical)
- 1921 : Le Petit Lord Fauntleroy (Little Lord Fauntleroy) d'Alfred E. Green et Jack Pickford
- 1921 : Les Trois Mousquetaires (The Three Musketeers) de Fred Niblo
- 1921 : Les Deux Orphelines (Orphans of the Storm) de D.W. Griffith
- 1921 : Les Quatre Cavaliers de l'Apocalypse (The Four Horsemen of the Apocalypse) de Rex Ingram (non crédité)
- 1923 : L'Opinion publique (A Woman in Paris) de Charlie Chaplin
- 1923 : Rosita d'Ernst Lubitsch et Raoul Walsh
- 1924 : Romola de Henry King
- 1929 : Amour vainqueur (The Rainbow Man) de Fred C. Newmeyer (non crédité)

## Théâtre
(à Broadway, comme directeur musical, sauf mention contraire)
- 1899-1900 : The Ameer, opérette de Victor Herbert
- 1901-1902 : The Messenger Boy, comédie musicale, musique d'Ivan Caryll et Lionel Monckton, avec May Robson
- 1901-1902 : The Liberty Belles, comédie musicale, avec Harry Davenport (comme compositeur, avec divers autres)
- 1902 : The Toreador, comédie musicale, musique d'Ivan Caryll et Lionel Monckton
- 1903-1904 : Red Father, opérette de Reginald De Koven
- 1904 : The Cingalee, comédie musicale, musique de Lionel Monckton
- 1905-1906 : The Gingerbread Man, comédie musicale, musique de A. Baldwin Sloane
- 1906-1907 : The Rich Mr. Hoggenheimer, comédie musicale, musique de Ludwig Englander
- 1906-1907 : Dream City, opérette de Victor Herbert
- 1907-1908 : La Veuve joyeuse (The Merry Widow - Die lustige Witwe en allemand), opérette de Franz Lehár
- 1909-1910 : Old Dutch, comédie musicale de Victor Herbert, avec Helen Hayes
- 1911 : The Red Rose, comédie musicale, musique de Robert Hood Bowers
- 1911 : L'Amour tzigane (Gipsy Love - Zigeunerliebe en allemand), opérette de Franz Lehár
- 1912 : Modest Suzanne, opérette de Jean Gilbert
- 1913 : The Tik-Tok Man of Oz, comédie musicale, livret de L. Frank Baum (comme compositeur — à Los Angeles —)
- 1916-1917 : The Century Girl, comédie musicale, musique de Victor Herbert et Irving Berlin, avec Marie Dressler (codirecteur musical : Max Hoffmann)